# ألكسز زيجرمان
ألكسز زيجرمان (بالإنجليزية: Alexis Zegerman)‏ ممثلة بريطانية، ولدت في 1977 بلندن في المملكة المتحدة.

## وصلات خارجية
- ألكسز زيجرمان على موقع IMDb (الإنجليزية)
- ألكسز زيجرمان على موقع قاعدة بيانات الأفلام العربية
- ألكسز زيجرمان على موقع ألو سيني (الفرنسية)
- ألكسز زيجرمان على موقع ميوزك برينز (الإنجليزية)
- ألكسز زيجرمان على موقع أول موفي (الإنجليزية)
- ألكسز زيجرمان على موقع قاعدة بيانات الأفلام السويدية (السويدية)
- ألكسز زيجرمان على موقع ديسكوغز (الإنجليزية)
- ألكسز زيجرمان على موقع قاعدة بيانات الفيلم (الإنجليزية)
- ألكسز زيجرمان على موقع كينوبويسك (الروسية)